# فروکافت

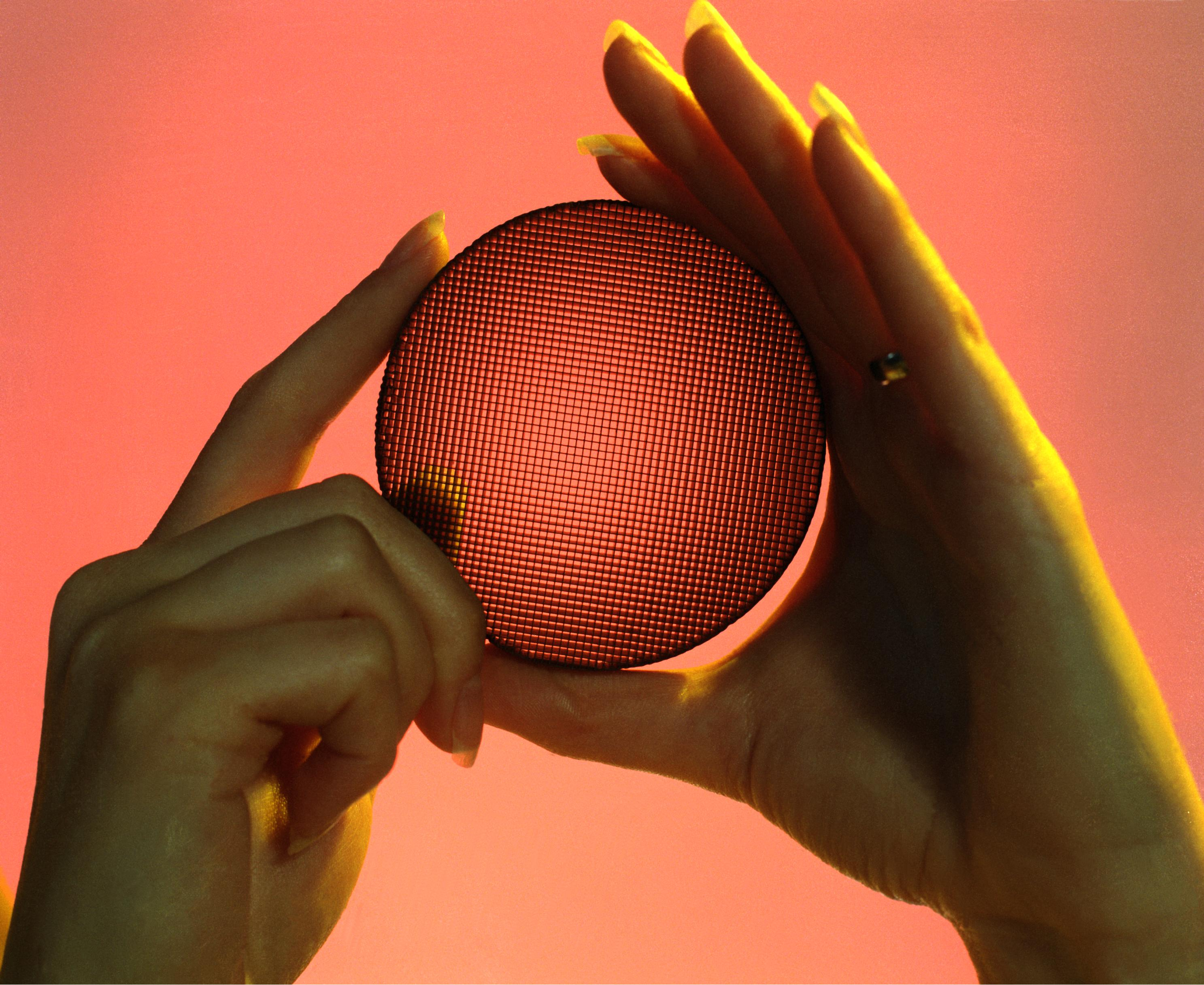
یک فیلتر هوا که با استفاده از یک کاتالیست اکسایش دما-پایین، در دمای اتاق مونوکسیدکربن را که بسیار سمی و کشنده است به دی‌اکسید کربن تبدیل می‌کند. همچنین می‌تواند فرمالدئید را از هوا حذف کند.

فروکافت یا کاتالیز (به انگلیسی: Catalysis)، تغییر در سینتیک یک واکنش شیمیایی با بهره‌جویی از یک کاتالیزگر است. بیشتر هدف از کاتالیز، تهییج مرحلهٔ آغازین واکنش است؛ به عبارت دیگر، کاتالیزگر نقش یک آغازگر را بازی می‌نماید.
به واکنشی که در آن کاتالیز صورت پذیرد، واکنش کاتالیتیک یا فروکافته گفته می‌شود.

## انواع کاتالیز
- کاتالیز آلی که در ترکیبات آلی صورت می‌پذیرد.
- کاتالیز همگن، هرگاه کاتالیزگر و کاتالیزشونده در یک فاز باشند.
- کاتالیز ناهمگن، هرگاه کاتالیزگر و کاتالیزشونده در یک فاز نباشند.
- کاتالیز جوی، که در جو رخ می‌دهد. واکنش تخریب اوزون نمونه‌ای از آن است.
- کاتالیز زیستی که به وسیله آنزیم‌ها انجام می‌شود.

سازوکار کاتالیتیک در واکنش SHOP

## سازوکارها
شناس‌ترین سازوکارهای واکنش‌های کاتالیتیک در زیر آمده‌اند:
- سازوکار کاتالیز آنزیمی که در موجودات زنده رخ می‌دهد. نامدارترین آنها واکنش کاتالیز آنزیمی میکاییلیس-منتن است.

### سازوکارهای کاتالیز ناهمگن

#### سازوکار لنگمویر-هینشلوود
سازوکار لنگمویر-هینشلووداز مراحل جذب، انتشار در سطح و واجذب تشکیل شده‌است. سپس واکنش‌دهنده‌های A و B از فاز گازی بر سطح کاتالیزگر ،جذب سطحی بشوند:
{\displaystyle \mathrm {A_{g}\rightarrow A_{ads}\!} }
{\displaystyle \mathrm {B_{g}\rightarrow B_{ads}\!} }
گونه‌های جذب‌شده بر سطح کاتالیزگر جذب شده و با C واکنش می‌دهند:
{\displaystyle \mathrm {A_{ads}+B_{ads}\rightarrow C_{ads}\!} }
در مرحلهٔ آخر C واجذب می‌شود:
{\displaystyle \mathrm {C_{ads}\rightarrow C_{g}\!} }

#### سازوکار الی-ریدیل
{\displaystyle \mathrm {A_{g}\rightarrow A_{ads}\!} }
{\displaystyle \mathrm {A_{ads}+B_{g}\rightarrow C_{ads}\!} }
{\displaystyle \mathrm {C_{ads}\rightarrow C_{g}\!} }

#### سازوکار مارس فن‌کرولن
{\displaystyle \mathrm {A_{g}\rightarrow A_{ads}\!} }
{\displaystyle \mathrm {A_{ads}+O_{surf}\rightarrow AO_{ads}\!} }
{\displaystyle \mathrm {AO_{ads}\rightarrow AO_{g}+Leerstelle\!} }
{\displaystyle \mathrm {O_{2,g}\rightarrow 2\;O_{ads}\rightarrow 2\;O_{surf}\!} }

### سازوکارهای کاتالیز همگن

#### کاتالیزاسید-باز
{\displaystyle \mathrm {\ S+AH\longrightarrow \ SH^{+}A^{-}} }
{\displaystyle \mathrm {-{\frac {d[R1]}{dt}}=k[SH^{+}][R1][R2]} }
{\displaystyle \mathrm {-{\frac {d[R1]}{dt}}=k_{1}[SH^{+}][R1][R2]+k_{2}[AH^{1}][R1][R2]+k_{3}[AH^{2}][R1][R2]+...} }

#### کاتالیز فلزهای واسطه
کاتالیز فلزهای واسطه نیز از کاتالیزهای همگن به‌شمار می‌رود.